# Saint-Mars-du-Désert (Loire-Atlantique)
Saint-Mars-du-Désert é uma comuna francesa na região administrativa da Pays de la Loire, no departamento de Loire-Atlantique. Estende-se por uma área de 30,46 km². Em 2010 a comuna tinha 5 092 habitantes (densidade: 167,2 hab./km²).